# Consejo Mundial Hindú

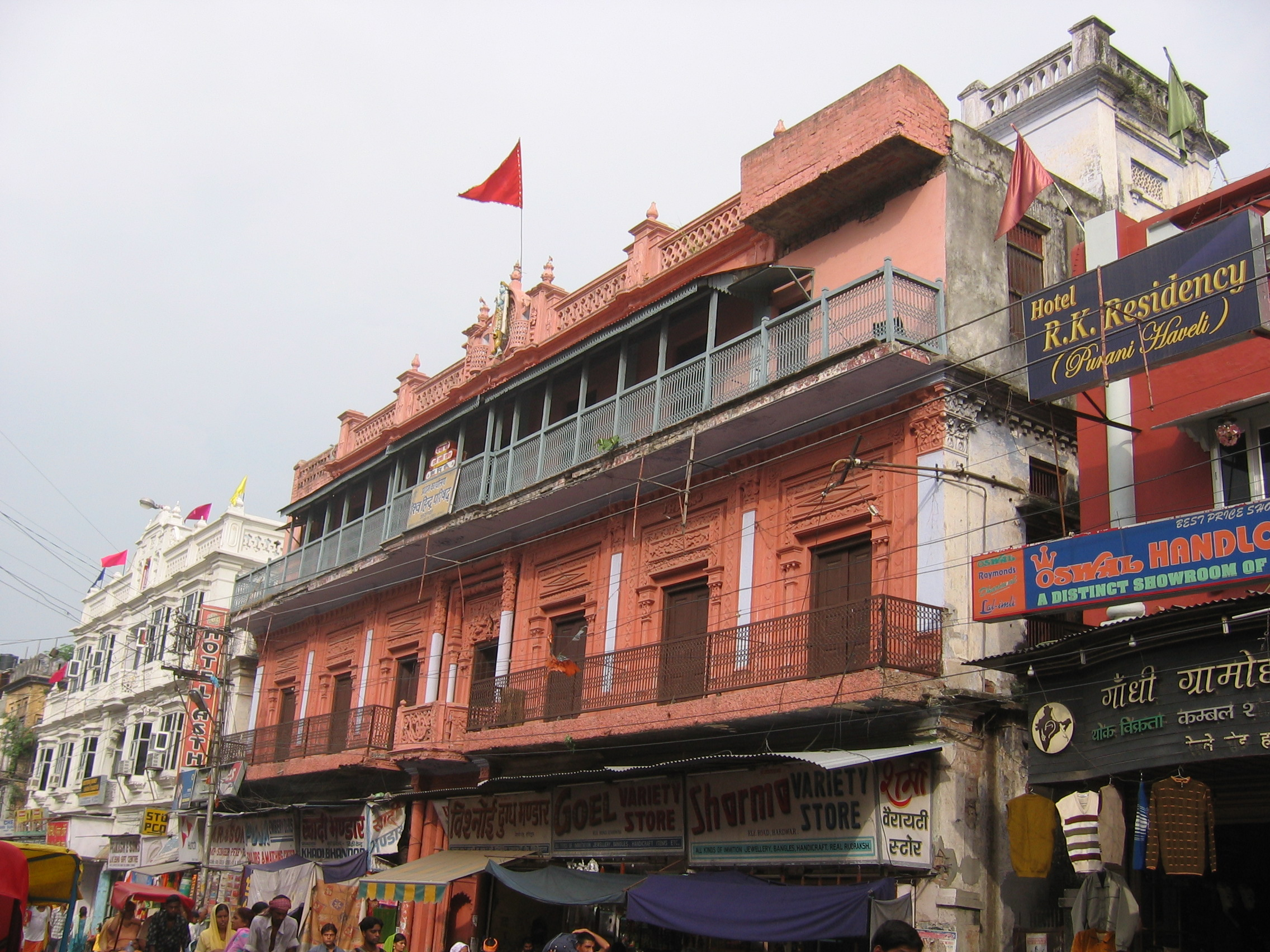
Infraestructura del consejo mundial Hindú.

Vishvá Hindú Parishad (transcripción del sánscrito विश्व हिन्दू परिषद; traducido Consejo Mundial Hindú) es un grupo políticorreligioso hindú fundamentalista.
Fue fundado en India en 1964 por Swami Chinmayananda, y a su fundación asistieron importantes figuras hindúes, yainas, sijs y budistas (incluyendo al dalái lama), ante la promoción de la unidad entre las religiones dhármicas.
Sus principios declarados fueron:
- Consolidar, unificar, fusionar y fortalecer a la sociedad hindú.
- Proteger, defender, promover y propagar los valores éticos y espirituales hindúes y la religión hindú por todo el mundo.
- Mantener contacto, potenciar, fortalecer y preservar la identidad de todos los hindúes del mundo y a la vez extenderla.

A partir de los años ochenta los miembros de la organización se vincularon más con el ultra-nacionalista y conservador partido BJP, e iniciaron una campaña para derribar la mezquita Babri en Aiodhia, alegando que se encontraba en desuso, y en venganza por un templo hindú que fue destruido en el siglo XVI por el gobierno islámico de la época[cita requerida]. El templo fue construido sobre el lugar donde supuestamente nació el dios Ram (avatar de Vishnu).
Entonces la mezquita fue destruida por manifestantes hindúes, lo que llevó a violentos enfrentamientos entre hindúes y musulmanes.

## Críticas
Esta organización es criticada por su presunta alineación con organizaciones hindúes nacionalistas de extrema derecha.
La organización ha sido acusada de fundamentalista, de estar vinculada al confesionalismo-nacionalista hindú, que aspira con "hinduizar" India, es decir, purgarla de las religiones extranjeras como el cristianismo y el islamismo.
Se dice que se opone fervientemente a la predicación de cristianos y musulmanes ya que estas religiones son declaradas por los hindúes religiones invasoras, extranjeras y desiquilibradoras del mundo y la naturaleza.
La organización no es hostil a budistas, jainas ni sijs aunque los califica de «ramas del hinduismo» algo que generalmente cualquier budista, jainista o sij rechazaría, ya que los hindúes tratan a estos como ramas hinduistas degeneradas y malinterpretadas.